# تفاضل كامل
تفاضل كامل أو المشتقة الكاملة في الرياضيات (بالإنجليزية: total derivative) وبصفة خاصة في حساب التفاضل وهو يختص بتفاضل دالة تعتمد علي عدة متغيرات. فإذا كان لدينا دالة f تعتمد على المتغيرات مثلا t,x,y وغيرها فإن المشتقة الكاملة للدالة f بالنسبة إلى أحد المتغيرات مثل t تكون مختلفة عن المشتقة الجزئية. بحساب التفاضل الكامل للدالة f بالنسبة إلى t لا نعتبر أن المتغيرات الأخرى ثابتة أثناء تغير t ، وإنما تسمح للمتغيرات الأخرى x,y أن تتغير بالنسبة إلى t. وتأخذ المشتقة الكاملة أعتماد المتغيرات فيما بينها في الحسبان للحصول على التغير الكامل للدالة f على t.
فعلى سبيل المثال، يكون التفاضل الكامل للدالة (f(t,x,y بالنسبة إلى t كالآتي:
{\displaystyle {\frac {\operatorname {d} f}{\operatorname {d} t}}={\frac {\partial f}{\partial t}}+{\frac {\partial f}{\partial x}}{\frac {\operatorname {d} x}{\operatorname {d} t}}+{\frac {\partial f}{\partial y}}{\frac {\operatorname {d} y}{\operatorname {d} t}}.}
وعندما نقوم بضرب طرفي المعادلة بمعامل التفاضل
{\displaystyle \operatorname {d} t} نحصل على:
{\displaystyle {\operatorname {d} f}={\frac {\partial f}{\partial t}}\operatorname {d} t+{\frac {\partial f}{\partial x}}\operatorname {d} x+{\frac {\partial f}{\partial y}}\operatorname {d} y.}
والنتيجة هي التغير التفاضلي {\displaystyle \operatorname {d} f} للدالة {\displaystyle f}. ونظرا لأن {\displaystyle f} تعتمد على {\displaystyle t}, فإن جزء من هذا التغير سيكون بسبب المشتقة الجزئية للدالة {\displaystyle f} بالنسبة إلى {\displaystyle t}. ولكن بعض هذا التغير يعود على المشتقات الجزئية للدالة {\displaystyle f} واعتمادها على المتغيرات {\displaystyle x} و{\displaystyle y}.

وبناء على ذلك نطبق التفاضل {\displaystyle \operatorname {d} t} على المشتقة الكاملة ل {\displaystyle x} و{\displaystyle y} للحصول على التفاضل بالنسبة إلى {\displaystyle \operatorname {d} x} و{\displaystyle \operatorname {d} y}, والتي يمكن بها تعيين تأثيرهما على {\displaystyle \operatorname {d} f}..
ونعبر عن معامل التفاضل كالآتي:
{\displaystyle {\frac {\operatorname {d} }{\operatorname {d} x}}={\frac {\partial }{\partial x}}+\sum _{j=1}^{k}{\frac {\operatorname {d} y_{j}}{\operatorname {d} x}}{\frac {\partial }{\partial y_{j}}},}
وهو يصف المشتقة الكاملة لدالة (في تلك الحالة بالنسبة إلى المتغير x).

## الحصول على المشتقة الكاملة بالتفاضل
يعطينا التفاضل تفسيرا واضحا للمشتقة الكاملة. فعلى سبيل المثال، إذا افترضنا {\displaystyle M(t,p_{1},\dots ,p_{n})} دالة للزمن t وعدد n من المتغيرات {\displaystyle p_{i}} فيكون تفاضل الدالة M كالآتي:
{\displaystyle \operatorname {d} M={\frac {\partial M}{\partial t}}\operatorname {d} t+\sum _{i=1}^{n}{\frac {\partial M}{\partial p_{i}}}\operatorname {d} p_{i}.}
وقد تكون المتغيرات t وpj
هي بدورها دوال بحيث تكون الدالة M معتمدة على تلك الدوال الأخرى، عندئذ يمكننا اعتبار المعادلة السابقة بأنها تفاضل من الدرجة الأولى. وميزة تلك الطريقة أنها تأخذ في الاعتبار أيضا اعتماد المتغيرات على بعضها البعض. فمثلا، إذا كانت {\displaystyle p_{1}^{2}=p_{2}p_{3}} ،
فتكون:
{\displaystyle 2p_{1}\operatorname {d} p_{1}=p_{3}\operatorname {d} p_{2}+p_{2}\operatorname {d} p_{3}}.
وإذا كانت المتغيرات pj دوالا ل t, نحصل على:
{\displaystyle \operatorname {d} M={\frac {\partial M}{\partial t}}\operatorname {d} t+\sum _{i=1}^{n}{\frac {\partial M}{\partial p_{i}}}{\frac {\partial p_{i}}{\partial t}}\,\operatorname {d} t.}

## المشتقة الكاملة والمشتقة الجزئية
تصادفنا في الميكانيكا مسائل تكون فيها الدالة {\displaystyle f}
لا تعتمد فقط على إحداثيات الموقع
{\displaystyle x} و{\displaystyle y}
وإنما أيضا على الزمن. أي تكون:
{\displaystyle x=g(t)} و{\displaystyle y=h(t)} إحداثيات مواقع نقطة تتحرك وتغير موضعها بمرور الزمن. في تلك الحالة تصبح دالة الحركة:
{\displaystyle t\mapsto f(t,g(t),h(t))}
وهي معتمدة بطريقتان مع الزمن {\displaystyle t} ، حيث أن {\displaystyle f} نفسها تعتمد على الزمن
{\displaystyle t}.
1. يسمى اعتماد {\displaystyle f} على الزمن مباشرة «اعتمادا بسيطا» أو «اعتمادا مباشرا» Explicit،
2. وإذا كانت إحداثيات الموقع {\displaystyle x=g(t)} و{\displaystyle y=h(t)} هي الأخرى معتمدة على الزمن {\displaystyle t} فيسمى اعتماد {\displaystyle f} على الزمن «اعتمادا ضمنيا» Implicit.

نسمي المشتقة «مشتقة جزئية» للدالة {\displaystyle f} بالنسبة للزمن عندما نعني المشتقة الجزئية للعلاقة الأولى، أي:
{\displaystyle {\frac {\partial f}{\partial t}}(t,x,y)}
حيث تكون كل من {\displaystyle x} و{\displaystyle y} ثابتين.أي أن تلك الحالة تراعي الاعتماد المباشر للدالة على الزمن.
ومن ناحية أخرى نتحدث عن «المشتقة الكاملة» للدالة {\displaystyle f} بالنسبة للزمن عند تعاملنا مع الدالة المركبة، أي:
{\displaystyle {\frac {\mathrm {d} }{\mathrm {d} t}}f(t,g(t),h(t)).}
وترتبط العلاقتان ببعضهما البعض كالآتي:
{\displaystyle {\frac {\mathrm {d} }{\mathrm {d} t}}f(t,g(t),h(t))={\frac {\partial f}{\partial t}}+{\frac {\partial f}{\partial x}}\,g'+{\frac {\partial f}{\partial y}}\,h'={\frac {\partial f}{\partial t}}+{\frac {\partial f}{\partial x}}\,{\frac {\mathrm {d} x}{\mathrm {d} t}}+{\frac {\partial f}{\partial y}}\,{\frac {\mathrm {d} y}{\mathrm {d} t}}}
و هذه العلاقة تعتبر كلتا الحالتين لاعتماد الدالة «المباشرة» و«الضمنية» على الزمن.

## أقرأ أيضا
- التفاضل
- التفاضل والتكامل
- اشتقاق (رياضيات)